# Evangelienseite

Traditioneller Aufbau der Heiligen Messe (vor 1962). Die linke Spalte zeigt die Position des Priesters für die jeweiligen Vorgänge. Links: Evangelienseite; Rechts: Epistelseite; Mitte: Altar

Als Evangelienseite bezeichnet man in der außerordentlichen Form des römischen Ritus der römisch-katholischen Kirche die linke Seite eines Hochaltars. Auch bezeichnet man umgangssprachlich die linke Seite eines Kirchenschiffs als Evangelienseite (volkstümlich auch als Frauenseite), bei geosteten Kirchen also die nördliche.
Die Evangelienseite erhielt ihren Namen dadurch – und war dadurch ausgezeichnet –, dass dort das Evangelium und das Schlussevangelium der heiligen Messe vorgetragen wurden. Während des Hauptteils der Messe befand sich das Messbuch auf dieser Seite. Es wurde erst nach der Kommunion zurück auf die andere, die Epistelseite getragen.

## Wortgebrauch
Die Bezeichnung Evangelienseite ist heutzutage nur noch für die Messfeier in der außerordentlichen Form des römischen Ritus von Bedeutung. Die traditionelle Einteilung der Kirchenbänke in eine Männerseite (rechts) und eine Frauenseite (links) ist kaum mehr üblich.
Eine weitere Verwendung der beiden Begriffe gibt es in Kirchen, die zwei Chororgeln besitzen. Das sind oft Klosterkirchen mit einem ursprünglich separaten Mönchschor (z. B. Kloster Ottobeuren oder Kloster Ebrach). Die Orgel auf der linken Seite ist die „Evangelienorgel“, die auf der rechten die „Epistelorgel“.